# Mysłaków (województwo dolnośląskie)
Mysłaków (niem. Kaltenbrunn) – wieś w Polsce położona w województwie dolnośląskim, w powiecie świdnickim, w gminie Marcinowice.

## Podział administracyjny
W latach 1975–1998 miejscowość administracyjnie należała do województwa wałbrzyskiego.

## Zabytki
Do wojewódzkiego rejestru zabytków wpisany jest:
- kościół parafialny pw. św. Katarzyny, z 1855 r.